# Plantago sempervivoides
Plantago sempervivoides là một loài thực vật có hoa trong họ Mã đề. Loài này được Dusén miêu tả khoa học đầu tiên.